# Valdieri
Valdieri is een gemeente in de Italiaanse provincie Cuneo (regio Piëmont) en telt 950 inwoners (31-12-2004). De oppervlakte bedraagt 153,0 km², de bevolkingsdichtheid is 6 inwoners per km².
De volgende frazioni maken deel uit van de gemeente: Andonno, S. Anna di Valdieri, Terme di Valdieri.

## Demografie
Valdieri telt ongeveer 476 huishoudens. Het aantal inwoners daalde in de periode 1991-2001 met 8,5% volgens cijfers uit de tienjaarlijkse volkstellingen van ISTAT.
| Jaar | Inwoneraantal |
| ---- | ------------- |
| 1991 | 1054          |
| 2001 | 964           |

## Geografie
De gemeente ligt op ongeveer 774 m boven zeeniveau.
Valdieri grenst aan de volgende gemeenten: Aisone, Borgo San Dalmazzo, Demonte, Entracque, Isola (FR-06), Moiola, Roaschia, Roccavione, Saint-Martin-Vésubie (FR-06), Valdeblore (FR-06), Vinadio.